# Квитневое (Коростышевский район)
Квитне́вое (укр. Квітневе) — село на Украине, основано в 1783 году, находится в Коростышевском районе Житомирской области.
Население по переписи 2001 года составляет 341 человек. Почтовый индекс — 12530. Телефонный код — 4130. Занимает площадь 2,956 км².

## История
В 1946 году указом ПВС УССР село Войташевка переименовано в Дубовец.

## Адрес местного совета
12530, Житомирская область, Коростышевский р-н, с. Квитневое